# IC 4011
IC 4011 est une galaxie elliptique naine située dans la constellation de la Chevelure de Bérénice. Sa vitesse par rapport au fond diffus cosmologique est de 7 536 ± 19 km/s, ce qui correspond à une distance de Hubble de 111,2 ± 7,8 Mpc (∼363 millions d'al). Elle a été découverte par l'astronome allemand Hermann Kobold en 1895.
À ce jour, cinq mesures non basées sur le décalage vers le rouge (redshift) donnent une distance de 106,100 ± 26,145 Mpc (∼346 millions d'al), ce qui est à l'intérieur des valeurs de la distance de Hubble.
La désignation DRCG 27-150 est utilisée par Wolfgang Steinicke pour indiquer que cette galaxie figure au catalogue des amas galactiques d'Alan Dressler. Les nombres 27 et 150 indiquent respectivement que c'est le 27e amas de la liste, soit Abell 1656 (l'amas de la Chevelure de Bérénice), et la 150e galaxie de cet amas. Cette même galaxie est aussi désignée par ABELL 1656:[D80] 150 par la base de données NASA/IPAC, ce qui est équivalent. Dressler indique que IC 4908 est une galaxie elliptique de type E.

## Quelques galaxies d'Abell 1656 dans la région

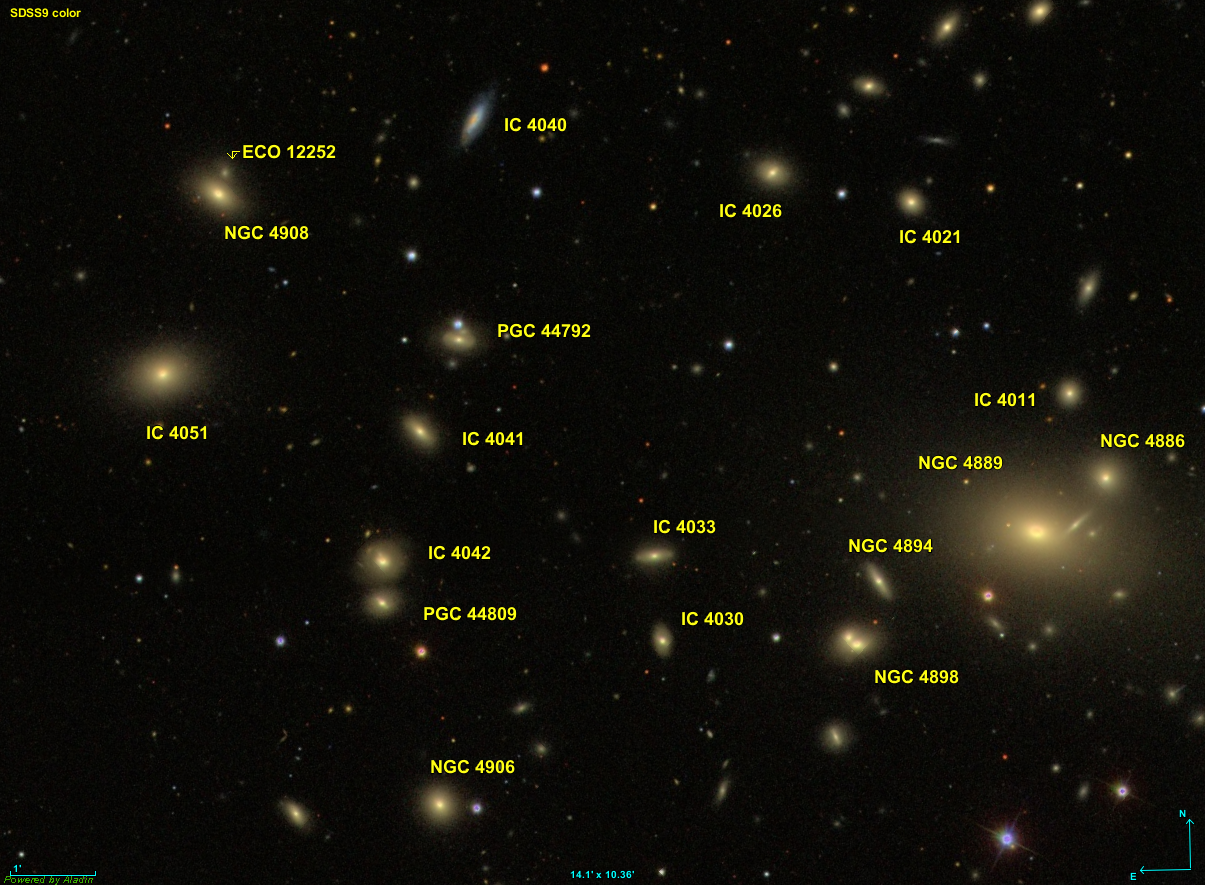
Quelques galaxies de l'amas de la Chevelure de Bérénice dans la région de IC 4011.

Comme le montre l'image obtenue des données du relevé SDSS, plusieurs galaxies voisines de IC 4011 font partie de l'amas de la Chevelure de Bérénice. Sur cette image, seule NGC 4899 n'en fait pas partie. Toutes les autres galaxies apparaissent au catalogue de Dressler. Le tableau ci-dessous indique la correspondance entre les désignations courantes et les désignations employées par Dressler.
| Designation | DRCG                 |
| ----------- | -------------------- |
| IC 4021     | 27-172               |
| IC 4026     | 27-170               |
| IC 4030     | 27-119               |
| IC 4033     | 27-147               |
| IC 4040     | 27-169               |
| IC 4041     | 27-145               |
| IC 4042     | 27-144               |
| IC 4051     | 27-167               |
| NGC 4886    | 27-151               |
| NGC 4894    | 27-122               |
| NGC 4898    | 27-122               |
| NGC 4906    | 27-118               |
| NGC 4908    | 27-143               |
| PGC 44792   | ABELL 1656:[D80] 47  |
| PGC 44809   | ABELL 1656:[D80] 53  |
| ECO 12252   | ABELL 1656:[D80] 133 |